# Olvaldi
Olvaldi (stnord. Ölvaldi; zvan i Alvaldi) je bio div, otac divova Tjazija, Idija i Ganga. Bio je vrlo bogat zlatom, a nakon njegove smrti, njegovi su sinovi raspodijelili njegovo ogromno bogatstvo. Olvaldijeva je unuka božica Skadi.
1. ↑  Olvaldi
2. ↑  Alvaldi. Inačica izvorne stranice arhivirana 14. svibnja 2011. Pristupljeno 13. srpnja 2010. journal zahtijeva |journal= (pomoć)